# Hurn
Hurn är en by och en civil parish i kommunen Bournemouth, Christchurch and Poole i Dorset i England. Orten har 501 invånare (2011). Byn nämndes i Domedagsboken (Domesday Book) år 1086, och kallades då Herne.